# Hrabîne, Horodok
Hrabîne (în ucraineană Грабине) este un sat în comuna Pidzvirîneț din raionul Horodok, regiunea Liov, Ucraina.

## Demografie
Componența lingvistică a localității Hrabîne
     Ucraineană (100%)
Conform recensământului din 2001, toată populația localității Hrabîne era vorbitoare de ucraineană (100%).